# Гром (бомбардирский корабль, 1765)
«Гром» — парусный бомбардирский корабль Балтийского флота Российской империи, участник русско-турецкой войны 1768—1774 годов на средиземноморском театре военных действий, в том числе Хиосского и Чесменского сражений.
Командиром корабля в течение всего времени его службы в составе российского флота с 1769 по 1774 год капитан-лейтенант И. М. Перепечин.

## Описание корабля
Один из шести парусных бомбардирских кораблей типа «Дондер», строившихся в 1751—1771 годах на верфях Санкт-Петербурга и Кронштадта по проекту кораблестроителя Д. Сютерланда. Длина корабля по сведениям из различных источников составляла 28,9—29 метра, ширина — 8,2—8,23 метра, глубина интрюма — 3,3 метра и осадка — 3,35—3,7 метра. Вооружение судна составляли от 10 до 16 орудий, которые в разное время включали две 5-пудовые мортиры, две 3-пудовые гаубицы, две 8-фунтовые Кегорновые мортиры, десять 6-фунтовых пушек по бортам и шестнадцать 3-фунтовых фальконетов. Экипаж судна состоял из 100 человек.

## История службы
Бомбардирский корабль «Гром» был заложен в Санкт-Петербургском адмиралтействе 23 августа (3 сентября) 1762 года и после спуска на воду 19 (30) августа 1765 года вошёл в состав Балтийского флота России. Строительство корабля вёл кораблестроитель И. Давыдов по проекту корабельного мастера майорского ранга Д. Сютерланда.
Принимал участие в русско-турецкой войне 1768—1774 годов. В 1769 году был включён в состав Первой Архипелагской эскадры адмирала Г. А. Спиридова. Для улучшения мореходности корабля при переходе в Средиземное море на нём было оставлено только лёгкое вооружение, состоявшее на тот момент из десяти 6-фунтовых пушек и шестнадцати 3-фунтовых фальконетов. Всё тяжёлое вооружение в составе двух 5-пудовых мортир и двух 3-пудовых гаубиц с «Грома» было снято и погружено на борт линейного корабля «Ростислав».
27 июля (7 августа) 1769 года эскадра вышла из Кронштадта, пройдя по маршруту Борнхольм — Копенгаген — Гулль, вышла в Северное море, где у «Грома» сильным шквалом сломало грот-мачту. В Гулле корабль был отремонтирован и 10 (21) октября с отрядом вновь вышел в море, но разлучился с остальными кораблями и один ушёл в Портсмут. 20 ноября (1 декабря) корабль покинул Портсмут, однако, дойдя до мыса Лизард 24 ноября (5 декабря), из-за поломки грот-мачты и руля был вынужден взять обратный курс и 5 (16) декабря вновь пришёл в Портсмут. Во время очередного ремонта на корабле были заменены грот- и бизань-мачты.
11 (22) февраля 1770 года в сопровождении линейного корабля «Европа» ушёл из Портсмута и, зайдя по дороге в Гибралтар, 23 марта (5 апреля) прибыл к крепости Корон, где находились остальные корабли эскадры. Вновь соединившись с эскадрой, корабль 18 (29) апреля пришёл в Наваринскую бухту, куда 6 (17) мая также пришёл и «Ростислав» с тяжёлыми орудиями «Грома», которые были переданы и вновь установлены на бомбардирский корабль. После вооружения тяжёлой артиллерией 27 мая (7 июня) покинул бухту в составе отряда графа А. Г. Орлова, который 11 (22) июня у острова Мило присоединился к остальному флоту и вместе с ним ушёл на поиск неприятельских кораблей.
Во время Хиосского сражения 24 июня (5 июля) находился в кордебаталии и шёл параллельно линии кораблей. Вечером того же дня встал у входа в Чесменскую бухту и начал бомбардировку находившихся в бухте судов и береговых укреплений противника. В ночь на 26 июня (7 июля) от одной из зажигательных бомб «Грома» загорелся и взорвался турецкий корабль, также начался пожар на других судах турецкой эскадры, после этого бомбардирский корабль прекратил огонь. А разгром турецкой эскадры завершила атака брандеров и огонь кораблей эскадры контр-адмирала С. К. Грейга.
Находясь в составе эскадры графа А. Г. Орлова с 18 (29) июля по 24 сентября (5 октября) принимал участие в бомбардировке крепости Пелари на острове Лемнос. После снятия осады 28 сентября (9 октября) вместе с другими кораблями эскадры ушёл в Аузу. В октябре и ноябре того же года сопровождал из Аузы в Геную призовые суда, после чего ушёл на ремонт в Ливорно.
В кампанию 1771 года с 9 (20) июня по 7 (18) июля в составе эскадры графа А. Г. Орлова перешёл из Ливорно назад в Аузу. До конца года принимал участие в крейсерских плаваниях российского флота в Архипелаге, а 1 (12) ноября ещё и в бомбардировке крепости Митилини. В кампанию следующего 1772 года принимал участие к крейсерских плаваниях с целью блокады Дарданелл и атаке на Метелино.
В марте и апреле 1773 года принимал участие в крейсерских плаваниях в Архипелаге. В том же году, находясь в составе дивизии А. В. Елманова, использовался для оказания артиллерийской поддержки с моря при высадке десантов, для чего 7 (18) июля вёл бомбардировку крепости Будрум, а 5 (16) и 6 (17) августа — крепости Станчио. После чего до 21 ноября (2 декабря) вновь ушёл в крейсерское плавание в Архипелаг, по завершении которого вернулся в Аузу.
В течение кампании 1774 года в силу своей ветхости бомбардирский корабль «Гром» находился в Аузе. Из-за гнилости корпуса корабль был разоружён, орудия перевезены на берег, а корпус в августе того же года разобран на дрова.

### Комментарии
1. ↑  Также в серию входили бомбардирские корабли «Дондер», «Самсон», «Марс» и два корабля «Юпитер» 1755 и 1771 годов постройки.
2. ↑  95 футов.
3. ↑  27 футов.
4. ↑  11 футов.